# José Rodrigues Neto
José Rodrigues Neto   (Galileia, 6 de desembre de 1949 - Rio de Janeiro, 29 d'abril de 2019) fou un exfutbolista brasiler.

## Selecció del Brasil
Va formar part de l'equip brasiler a la Copa del Món de 1978.